# Dries Masure
Dries Masure (Kortrijk, 18 februari 1899 - Waregem, 12 februari 1955) was een Vlaams schrijver.

## Levensloop
Tijdens het interbellum was Masure actief als promotor van toneel en van de opvoedende waarde ervan. Tijdens de Tweede Wereldoorlog stortte hij zich in avonturen die het thema werden van zijn twee romans.
Na de oorlog kwam hij in Oostende terecht. Zijn voornaamste activiteit bestond erin zijn romans te publiceren. Hij gaf ze zelf uit onder de naam van Uitgeverij het Berghutje. Het bleef beperkt tot die romans en tot één boek van Ary Sleeks, waarbij hij maar gedeeltelijk de rekeningen met zijn drukker vereffende. 
Als bohemien leurde hij met zijn boeken in Oostendse visserscafés en nachtkroegen. Hij ontmoette er de negentienjarige Hugo Claus. Het is op een weddenschap met Masure dat Claus in 1948 zijn eerste roman schreef. Hij zou als De eendenjacht bij Masure verschijnen, maar werd pas in 1951, bij Manteau, onder de titel De Metsiers gepubliceerd.

## Publicaties
- Flavie, roman, Oostende, 1947.
- Jan, roman, Oostende, 1948.